# 安諾瑪麗莎
是一部於2015年上映的美國成人風格喜劇劇情定格動畫電影，由查理·考夫曼和杜克·強森執導。主演配音包括大衛·休利斯、珍妮佛·傑森·李與湯姆·努農。本片贏得了第72屆威尼斯影展的評審團大獎。後於2015年9月4日在特柳賴德影展上首映，派拉蒙影業定於2015年12月30日在美國上映。而臺灣則於2016年1月29日限量發行。電影於第73屆金球獎上提名了金球獎最佳動畫片。

## 劇情
一個有家庭危機的中年男子麥克·史東，是一位備受尊敬的作者，著有《讓你更能夠幫助顧客》，卻深受平凡的人生所苦。直到他在一次的出差演講中，於酒店邂逅了食品公司的客服代表麗莎，這位恬靜的女子能夠讓他暫時擺脫失落感，生命中的愛情乍然降臨...。 

## 配音演員
- 大衛·休利斯 飾 麥克·史東（Michael Stone）
- 珍妮佛·傑森·李 飾 麗莎·赫塞爾曼（Lisa Hesselman）
- 湯姆·努農 飾 各種角色

## 備註
1. ↑  化名記作Francis Fregoli。

## 外部連結
- 互联网电影数据库（IMDb）上《安諾瑪麗莎》的资料（英文）
- 豆瓣电影上《安諾瑪麗莎》的資料 （简体中文）